# (7430) Kogure
(7430) Kogure (1993 BV2) – planetoida z pasa głównego asteroid okrążająca Słońce w ciągu 4,17 lat w średniej odległości 2,59 j.a. Odkryta 23 stycznia 1993 roku.